# Amberley, West Sussex
Amberley är en ort och civil parish i Storbritannien.   Den ligger i grevskapet West Sussex och riksdelen England, i den södra delen av landet, 70 km söder om huvudstaden London. Amberley ligger 4 meter över havet och antalet invånare är 533.
Terrängen runt Amberley är huvudsakligen platt, men västerut är den kuperad. Amberley ligger nere i en dal. Runt Amberley är det mycket tätbefolkat, med 1 018 invånare per kvadratkilometer. Närmaste större samhälle är Worthing, 14,9 km sydost om Amberley. Trakten runt Amberley består till största delen av jordbruksmark.